# Anna Odobescu
Anna Odobescu (Dubăsari, 1991. november 3. –) moldáv énekesnő.

## Élete
2019. március 2-án az O melodie pentru Europa című eurovíziós nemzeti dalválasztó műsor résztvevője volt, amit megnyert, ennek köszönhetően ő képviselte Moldovát a 2019-es Eurovíziós Dalfesztiválon Tel-Avivban, a Stay című dallal. A második elődöntőben a tizenkettedik helyen végzett, így nem jutott tovább a döntőben.
Egy cameoszerep erejéig feltűnt 2020-ban a Netflix Eurovíziós Dalfesztivál: A Fire Saga története című filmben.

## Fordítás
- Ez a szócikk részben vagy egészben  az   Anna Odobescu című német Wikipédia-szócikk fordításán alapul.  Az eredeti cikk szerkesztőit annak laptörténete sorolja fel. Ez a jelzés csupán a megfogalmazás eredetét és a szerzői jogokat jelzi, nem szolgál a cikkben szereplő információk forrásmegjelöléseként.